# Cabañas de Sayago
Cabañas de Sayago település Spanyolországban,  Zamora tartományban. Cabañas de Sayago Mayalde, Peñausende, Pereruela, Villanueva de Campeán és Corrales del Vino községekkel határos. Lakosainak száma 151 fő (2024).

## Népesség
A település népessége az utóbbi években az alábbiak szerint változott:
| Lakosok száma | 196  | 183  | 190  | 187  | 163  | 156  | 157  | 151  | 143  | 151  |
|               | 2001 | 2004 | 2007 | 2009 | 2012 | 2014 | 2017 | 2019 | 2022 | 2024 |